# Plodored
Plodored predstavlja sistem biljne proizvodnje kojim se uvodi redosled u gajenju biljaka na određenoj površini kako u vremenu tako i u prostoru. Na ovaj način se teži da se zameni biološka ravnoteža koja vlada u prirodnim biocenozama. Plodored predstavlja plan iskorišćavanja vegetacione sredine u prvom redu klime i zemljišta putem gajenja biljaka po unapred utvrđenom rasporedu u vremenu i prostoru.Glavni elementi plodoreda su:
- plodosmena (obuhvata vremensku smenu useva)
- poljosmena (obuhvata prostornu smenu useva)
- odmor zemljišta.

## Plodosmena
Plodosmena se definiše kao načelo prema kome se jedan usev smenjuje nekim drugim, tj. načelo da se gajenje jednog useva prekida za jednu,dve, ili više godina, setvom i gajenjem nekog drugog, ili drugih useva na istom polju. Treba usvojiti takvu plodosmenu koja će omogućiti blagovremeno izvođenje obrade zemljišta, đubrenje i setvu u optimalno vreme narednog useva u plodoredu.

## Poljosmena
Poljosmena se definise kao načelo prema kome se jedan usev iz godine u godinu uvek gaji na nekom drugom polju. Poljosmena je, u suštini, prostorno smenjivanje useva na plodorednim poljima. Smenjivanje useva po pojedinim poljima u toku jedne godine nosi naziv rotacija. Kada jedan gajeni usev obiđe sva plodoredna polja na koja je proizvodna površina gazdinstva podeljena, završava se jedna rotacija i počinje druga. Prema tome, rotacija predstavlja vremenski period posle koga jedan usev ponovo dolazi na istu površinu.

## Odmor zemljišta
Odmor zemljišta služi obnavljanju zemljišne plodnosti. U početku je zemljište prepuštano spontanoj korovskoj vegetaciji da u kraćem ili dužem vremenskom periodu (parlog, prelog, zaležaj) povrati izgubljenu plodnost. Kasnije je praktikovan crni ugar (ugarenja), tokom kojeg se u trajanju od godinu dana zemljište obrađivalo i đubrilo i time vraćala izgubljena plodnost. Danas se ugari nakon žetve pšenice, a neposredno pred jesenje duboko oranje unosi se stajnjak sa istim ciljem.

## Dvopoljni plodored
Dvopoljni plodored: Najčešće praktikovan plodored u Srbiji jeste balkansko dvopolje u kome se naizmenično na istoj površini smenjuju kukuruz i pšenica. To je plodored sa najmanjim brojem polja koji je u prednosti u odnosu na monokulturu, ali ima i neke nedostatke: setva hibrida kukuruza duže vegetacije onemogućava blagovremeno izvođenje osnovne obrade, predsetvene pripreme i setve pšenice, posebno u slučaju nepovoljnih klimatskih uslova u septembru i oktobru mesecu.

## Tropoljni plodored
Tropoljni plodored (evropski i američki): Evropski tropoljni plodored imamo kada soja prethodi pšenici, a američki kada soja prethodi kukuruzu.
| Evropski→ | Kukuruz- | Soja-    | Pšenica |
| Američki→ | Kukuruz- | Pšenica- | Soja    |

Tamo gde se u svrhu održavanja zemljišne plodnosti svake treće godine unosi stajnjak, uglavnom se praktikuje evropski tropoljni plodored. U nedostatku stajnjaka, na farmama koje se bave samo ratarskom proizvodnjom, glavnom usevu kukuruza obično prethodi soja (američki tropoljni plodored). Soja kao predstavnik vrste fam. Fabaceae, obogaćuje zemljište azotom, zahvaljujući simbioznim azotofiksatorima, koje žive na korenovom sistemu ove biljke. Deo azota koji gajena biljka ne iskoristi ostaje za naredni usev i nadomestak je redovnom unošenju stajnjaka.

## Plodored u ratarstvu
Spisak dobrih preduseva za ratarske kulture može biti od velike pomoći za plodored u ratarstvu. Odabir prave ratarske kulture treba uvek prilagoditi situaciji na terenu.
- Pšenica – kao dobri predusevi su grašak, soja, lucerka, suncokret i kukuruz.
- Soja – strna žita i kukuruz su dobri predusevi.
- Kukuruz – dobre predkulture se grašak, soja i strna žita.
- Suncokret – kukuruz i strna žita se preporučuju, jer nemaju iste bolesti kao suncokret.
- Šećerna repa -kao dobar predusev za nju su pšenica i druga strna žita.

Neke od ratarskih kultura imaju potrebu da se na istu parcelu sade tek nakon 4 ili 5 godina pa i o tome treba voditi računa pri izradi plana za plodored. Takođe je potrebno voditi računa i o tome kada se neke kulture skidaju (beru) sa parcele da bi se ostavilo dosta vremena za kvalitetnu pripremu zemljišta za sledeću ratarsku kulturu.
Kod izradi redosleda treba pratiti i trenutnu situaciju na tržištu, pa tome treba prilagoditi ratarsku kulturu koju ćemo posejati u toku sledeće sezone. Ne treba se strogo držati plodoreda koji je napravljen, ali nikako ne treba ga ni odbacivati jer je to sastavni deo kada je u pitanju dobra ratarska praksa.

## Plodored u povrtarstvu
U plodored je potrebno uvrstiti i đubrenje organskim đubrivima. Organska đubriva su neophodna zbog popravljanja strukture zemljišta,toplotnih i ostalih bioloških i hemijskih svojstava zemljišta. U povrtarstvu se mogu koristiti: zrelo stajsko đubrivo, komposti i treset. Đubrenje stajnjakom potrebno je uvrstiti u plodored ispred kultura koje dobro podnose neposredno đubrenje stajnjakom.
U intenzivnom povrtarskom plodoredu razlikujemo i predkulturu (to je najčešće neka rana prolećna ili ozima vrsta kao što je salata, spanać, grašak, mladi luk) i glavnu kulturu, koja ima najdužu vegetaciju (paprika, kupus, luk) i naknadnu kulturu koja se uzgaja posle glavne kulture (salata, spanać, mladi luk i dr.). Prema mogućnostima se preporučuje povremeno ubacivanje naknadnih useva za zeleno đubrenje, čime bi se proširio plodored a istovremeno i obogatilo zemljište organskom materijom. Kod čestog natapanja i orošavanja povrća narušava se mrvičasta struktura zemljišta i ubrzava mineralizacija humusa, pa tako kulture koje troše mnogo vode, kao paradajz, paprika, krastavci i kupusnjače, u dobrom plodoredu izmenjuju se sa korenastim, lukovičastim biljem i mahunarkama, koje ne treba mnogo zalivati.

## Literatura
- Zoran Broćič (2014)	Ratarstvo i povrtarstvo, Beograd
- Anderson, R.L. 2005. Are some crops synergistic to following crops? Agron. J. 97:7-10
- Bullock, D.G. 1992. Crop Rotation. Critical Reviews in Plant Sciences, 11:309-326
- Francis, C.A. 2003. Advances in the design of resource-efficient cropping systems. Journal of Crop Production. 8:15-32
- Porter et al. 1997. Environment affects the corn and soybean rotation effect. Agron. J. 89:441-448
- White, L.T. 1962. Medieval Technology and Social Change. Oxford University Press

## Spoljašnje veze
- https://web.archive.org/web/20160501144102/http://www.polj.savetodavstvo.vojvodina.gov.rs/node/3300
- http://wiki.poljoinfo.com/plodored-ratarsrvo-povrtarstvo/
- https://web.archive.org/web/20160430064305/http://www.znanjenapoklon.rs/clanci/ratarstvo/plodored-u-povrtarstvu.html
- „Technology in the middle ages”. Архивирано из оригинала 04. 03. 2015. г.